# 切爾內什
51°37′0″N 31°30′42″E / 51.61667°N 31.51167°E

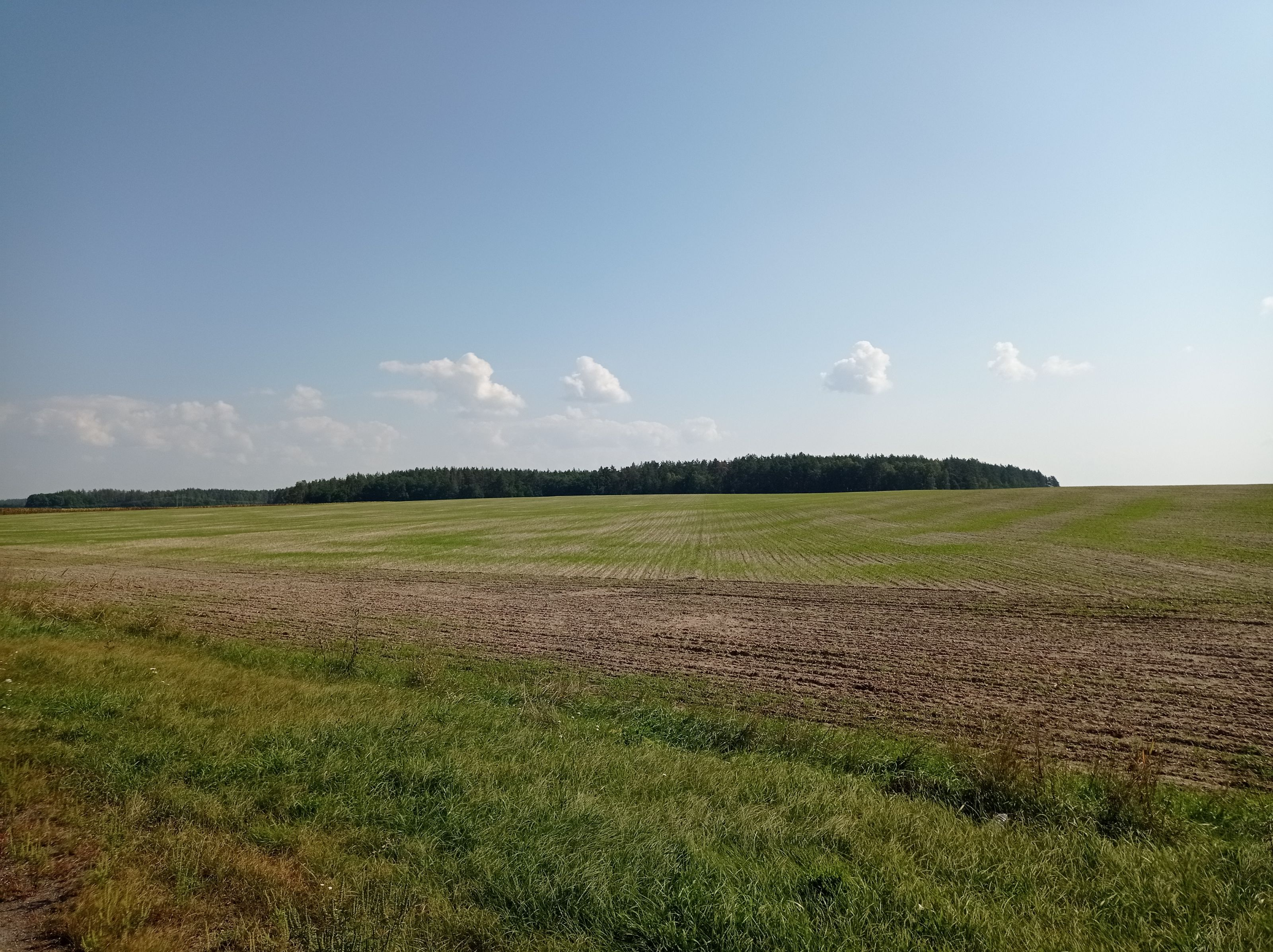
景色

切爾内什（烏克蘭語：Черниш），是烏克蘭北部切爾尼希夫州切爾尼希夫區塞德尼夫市镇的村落。始建於1708年，面積2.19平方公里，海拔高度124米，2001年人口529，人口密度每平方公里241.3人。